# Polystachya elegans
Espèce
Synonymes
- Dendrorchis elegans (Rchb. f.) Kuntze[1]
- Dendrorkis elegans (Rchb.f.) Kuntze[1]
- Polystachya calyptrata Kraenzl.[1]
- Polystachya mannii Rolfe[1]
- Unguiculabia elegans (Rchb.f.) Szlach. & Mytnik[1]

Polystachya elegans Rchb.f. est une espèce de plantes à fleurs de la famille des Orchidaceae et du genre Polystachya, endémique d'Afrique centrale.

## Description
Polystachya elegans est une plante d'une trentaine de centimètres. Elle possède des tiges robustes et cylindriques portant chacune 3 ou 4 feuilles oblongues. Les branches sont couvertes de nombreuses fleurs qui deviennent orange cinabre quand elles sèchent.

## Habitat et répartition
L'espèce a été récoltée de nombreuses fois au mont Cameroun. Elle a été observée également au Nigeria et en Guinée équatoriale (Bioko).